# Waterfront

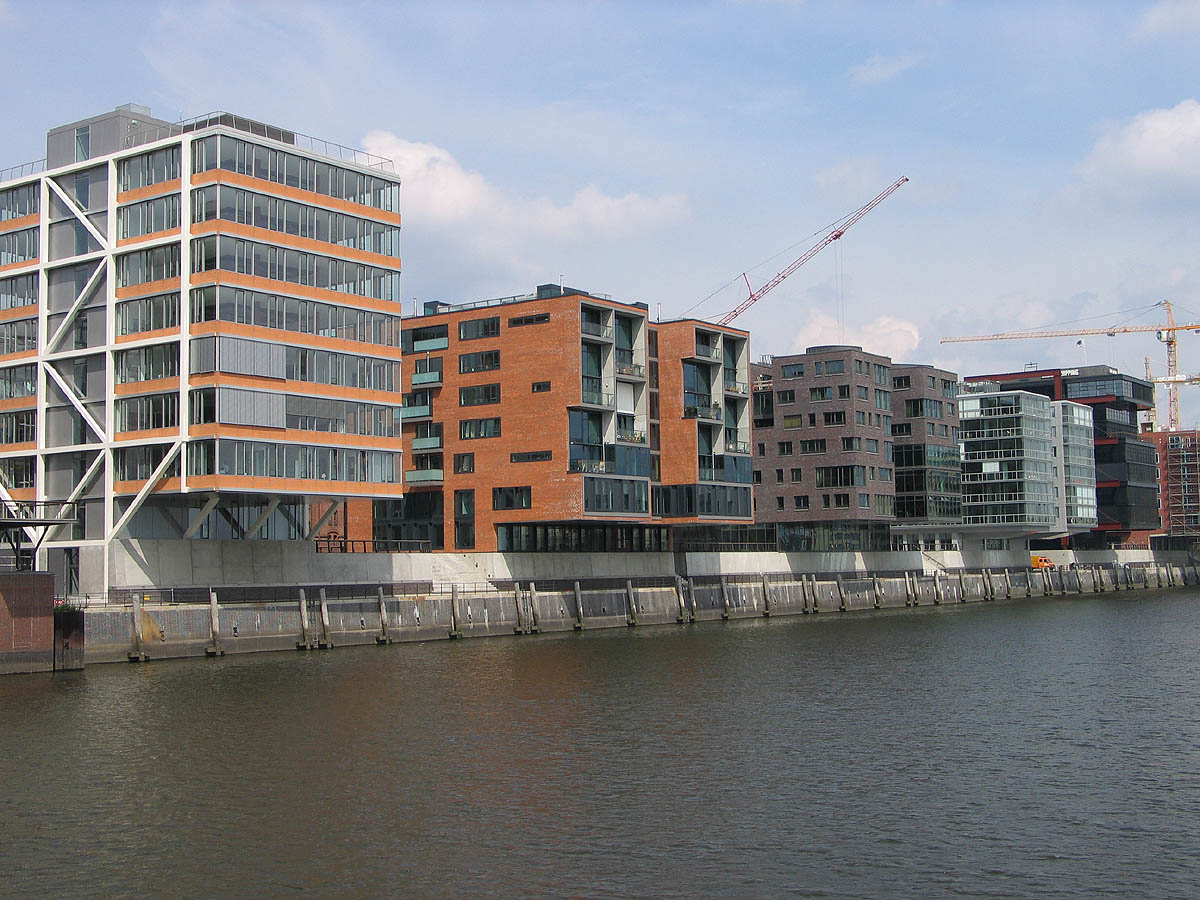
Neue Gebäude der Hamburger HafenCity.

Als Waterfront oder Hafenviertel werden in der modernen Stadtplanung die am Ufer größerer Gewässer (Flüsse, Kanäle, Seen, Meer) gelegenen Stadtteile bezeichnet, die heute wegen ihrer häufig obsoleten Hafenanlagen, Docks und Industriebauten große, aber auch enorm kostspielige und damit langfristige Projekte städtischer Revitalisierung stimulieren.

## Geschichte
Bis weit ins 19. Jahrhundert wurden Schiffe im Zentrum der Stadt entlang befestigter Kais entladen. Bürgerhäuser enthielten deshalb vielfach Speichergeschosse. Stadtansichten vom Typus Bernardo Bellottos dokumentieren noch deutlich die Bedeutung des Hafenbetriebs im Stadtzentrum. Als Folge der wirtschaftlichen Entwicklung, namentlich des Eisenbahnwesens, wurde im 19. Jahrhundert das Wirtschaftsleben zunehmend an den Stadtrand gedrängt. Dort konnte man Eisenbahnanschlüsse leichter errichten und unfallsicher betreiben. Auch die größer werdenden Schiffe mit größerem Tiefgang und höheren Aufbauten gaben Anlass, die Häfen weiter „draußen“ (näher an der See) anzusiedeln, wo die Hafenbecken tiefer angelegt werden konnten und keine alten, niedrigen Brücken im Weg waren. Außerdem gab es mehr Platz für Speicherbauten, und das Be- und Entladen von Schiffen konnte diebstahlsicher hinter Mauern oder Zäunen stattfinden. So entstanden große, für den Normalbürger unzugängliche Hafengebiete, und der Hafenbetrieb wurde vom normalen Stadtleben isoliert. In einzelnen Fällen führte dies zu einer nahezu totalen Abwendung der Stadt vom Meer, z. B. in Barcelona.
Der weitere wirtschaftliche und soziale Fortschritt ab den 1960er Jahren begründete aber eine weitere Tendenz. Der Verfall der internationalen Personenschifffahrt bzw. ihr Ersatz durch den Flugverkehr, vor allem aber die Einführung von automatisierten Containerterminals (in noch weiterer Entfernung vom Stadtzentrum) sowie die weiter zunehmende Größe der dafür spezialisierten Schiffe machte die inzwischen wieder alten Kaianlagen, Docks und Speichergebäude wirtschaftlich obsolet. Auch große Industriebetriebe wie Werften haben seit den 1970er Jahren Probleme und wurden/werden aufgegeben. Seit den 1960er Jahren werden deshalb, ausgehend von den Vereinigten Staaten in Boston, Baltimore und San Francisco Versuche einer Revitalisierung der heruntergekommenen und nutzlosen Waterfront im Sinne von Wohn- und tertiären (Büro- und touristischen) Nutzungen unternommen. Diese Vorhaben erweisen sich auch längerfristig zumeist als erfolgreich. Nicht zuletzt aufgrund des potentiell erhöhten Immobilienwerts von Objekten mit Blick aufs Wasser zählt die Entwicklung von Waterfronts heute zu den attraktivsten und chancenreichsten Aspekten großstädtischer Stadtplanung. Vorbildhafte Bedeutung hatte hier auch der River Walk in San Antonio, der schon in der Zeit der Weltwirtschaftskrise als Arbeitsbeschaffungsprojekt durch die WPA revitalisiert worden war.
Schwierigkeiten treten allenfalls dort auf, wo in den 1950er bis 1970er Jahren Stadtautobahnen, speziell in Hochlage, entlang untergenutzter Waterfronts errichtet wurden, wie etwa in New York unter dem Baudezernenten Robert Moses und in Boston. Ähnliche Bauvorhaben gab es in Tokio, aber zum Teil auch in Europa (Schnellstraße am Seineufer in Paris, teilweise realisiert, Donaukanalautobahn in Wien, ebenfalls teilweise realisiert). Solche, den an sich privilegierten Baugrund am Wasser entwertenden Verkehrsstränge, müssen in der Regel unter hohen Kosten in Tieflage gebracht oder sonst verlegt werden, damit eine erfolgreiche Entwicklung der Waterfront als Erholungsraum und Dienstleistungszentrum stattfinden kann (vgl. z. B. Rheinuferpromenade Düsseldorf, Rheinufertunnel, Big Dig in Boston). In Genua konnte eine bedeutende Aufwertung der Waterfront trotz Weiterbestehen der vielfach kritisierten aufgeständerten Uferautobahn Sopraelevata Aldo Moro erzielt werden.

## Beispiele

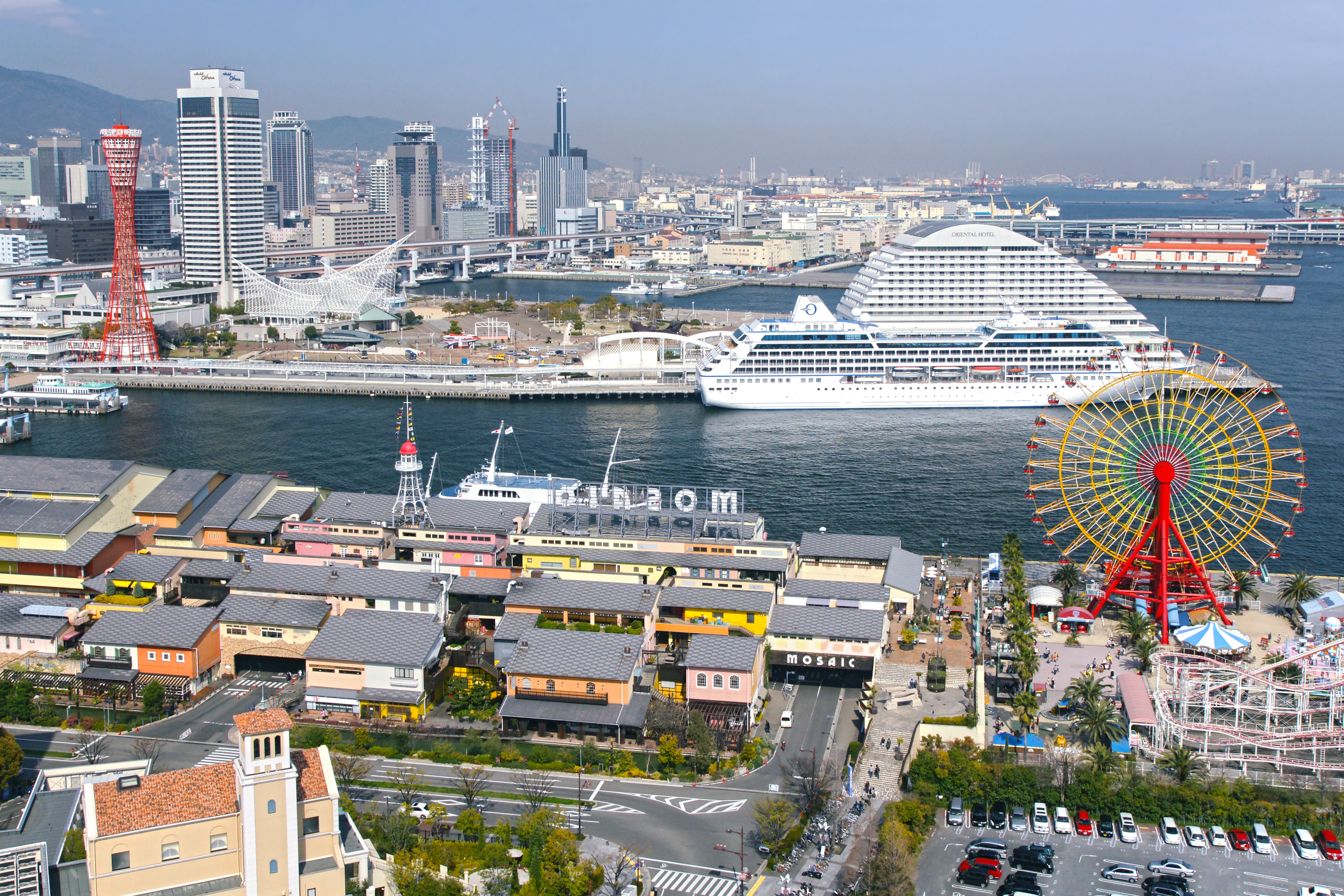
Waterfront Kōbe

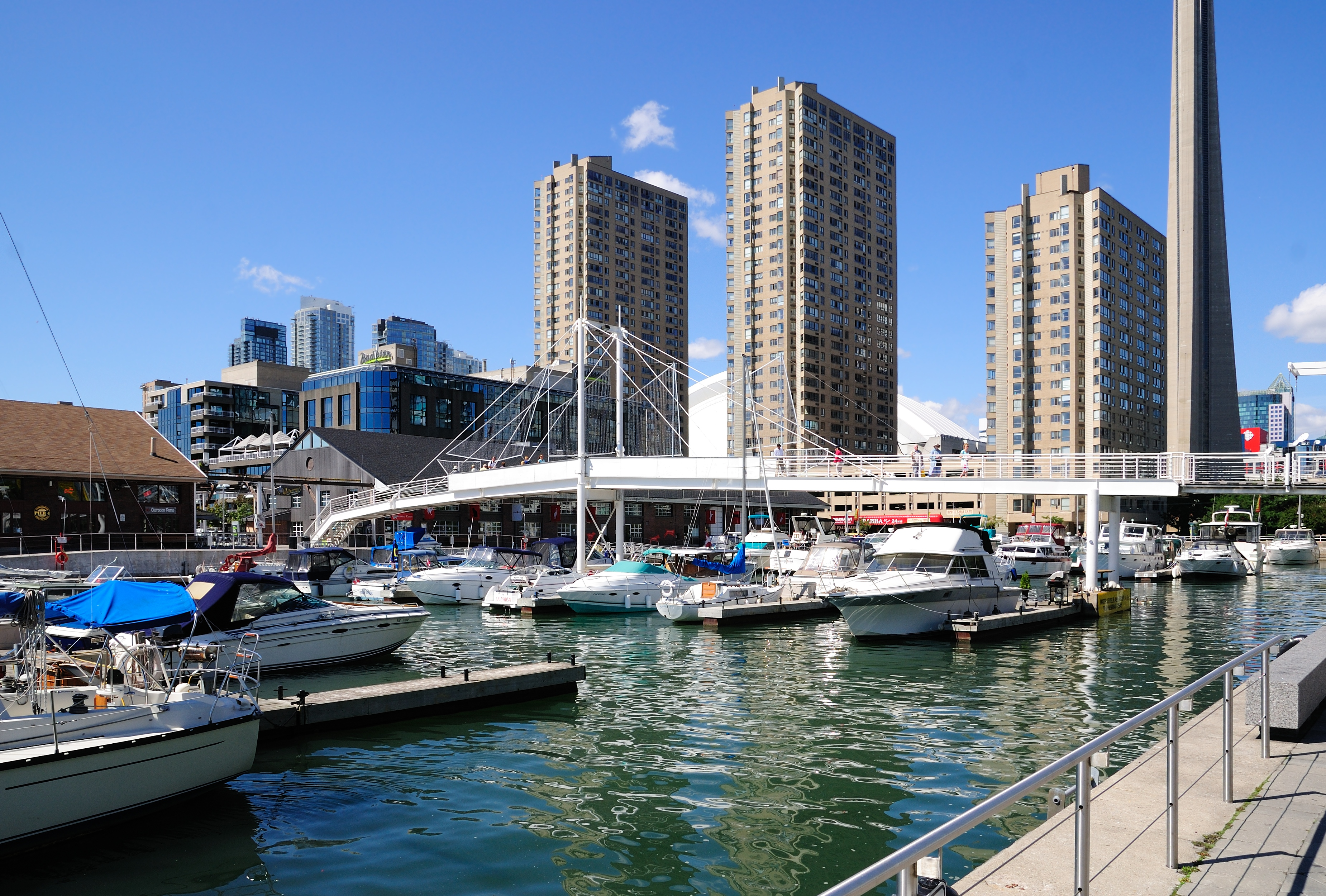
Waterfront Toronto

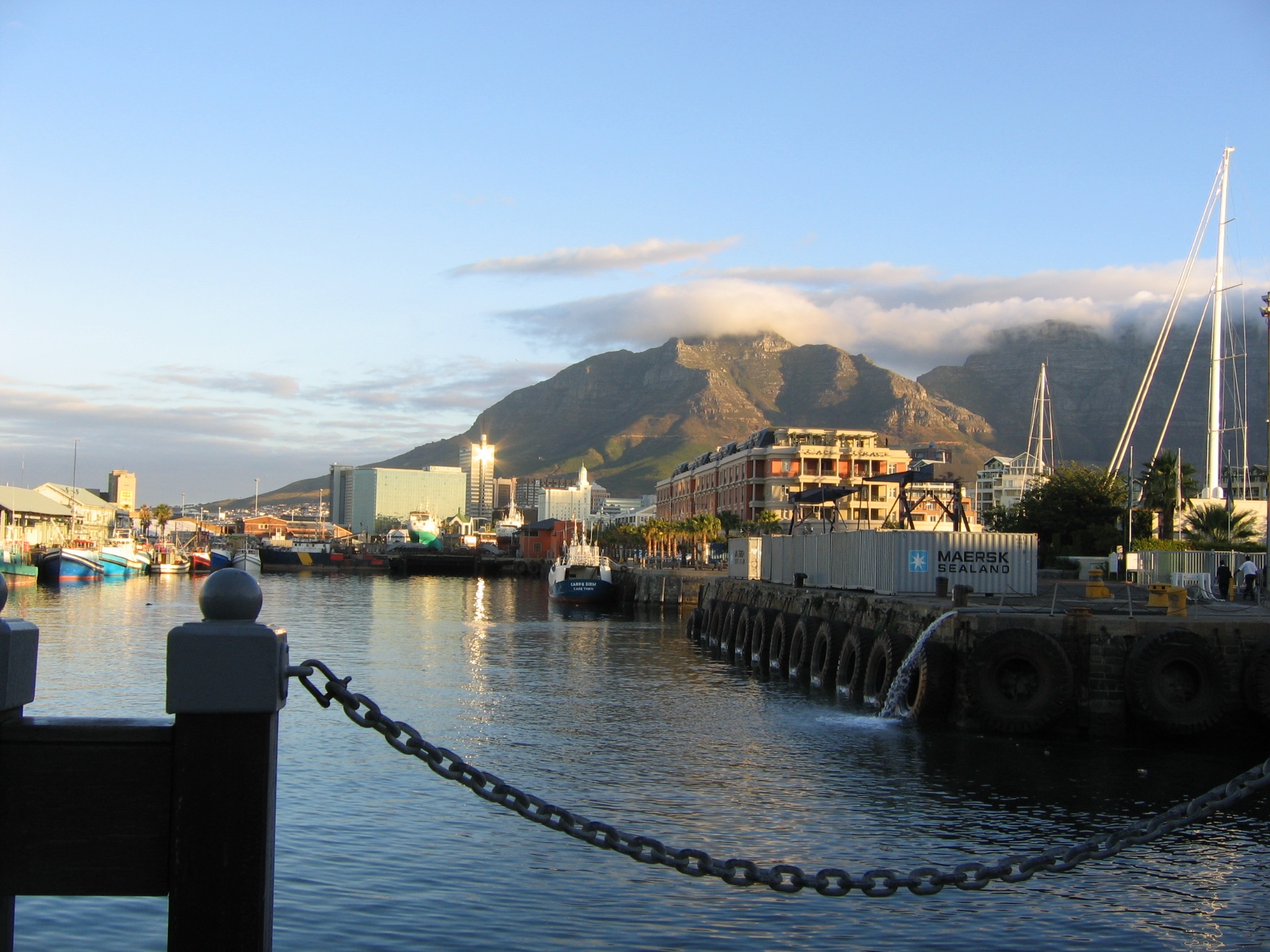
Victoria & Alfred Waterfront (Kapstadt)

- Auckland – Auckland Waterfront 2040
- Baltimore – Inner Harbor
- Barcelona – Nova Icaria
- Birmingham – Brindleyplace
- Bremen – Überseestadt sowie Waterfront Bremen
- Bremerhaven – Havenwelten
- Dubai – Dubai Waterfront
- Dublin – Dublin Docklands
- Duisburg – Innenhafen
- Düsseldorf – Rheinuferpromenade und Medienhafen
- Frankfurt am Main – Frankfurter Westhafen sowie Deutschherrnufer
- Glasgow Harbour
- Hamburg – HafenCity
- Hamburg-Harburg – Harburger Binnenhafen
- Kapstadt – Victoria & Alfred Waterfront
- Köln – Rheinauhafen
- Liverpool – Harbour mit Royal Liver Building, Port of Liverpool Building, Cunard Building und den Albert Docks
- Lüderitz – Lüderitz Waterfront
- Londoner Docklands
- Marseille – Euroméditerranée
- Münster – Kreativkai
- New York City – Brookfield Place und Battery Park City an der Südspitze Manhattans
- Oslo – Aker Brygge und Tjuvholmen
- San Francisco – Fisherman’s Wharf
- Sydney – Darling Harbour
- Venedig – Umnutzung der Stucky-Mühle (Molino Stucky) auf der Giudecca als Hotelkomplex

Weitere – in Ausführung begriffene – Entwicklungen der Waterfront finden sich unter anderem in:
- Amsterdam
- Belgrad
- Göteborg
- Kōbe
- Kopenhagen
- Toronto
- Valencia
- Wien (Donau City und entlang des Donaukanals)
- Boston